# Загаєцький монастир
Загає́цький монастир святого Іоа́нна Милости́вого — колишній монастир Чину святого Василія Великого, нині — монастир Української Православної Церкви у с. Малі Загайці Шумського району Тернопільської області.
Побудований у візантійському стилі вівтарем на схід. Основною спорудою цієї святині є двоярусна кам'яна церква. З південної сторони примикає двоповерховий братський корпус. Монастир займав, можна сказати, перше місце серед монастирів Волинського краю. У ньому зберігається Загаєцька ікона Божої Матері Всемилостивої, ікона св. Іоанна Милостивого та мученика Мамонта із частинами їх мощей.

## Заснування. Розквіт
У 1625 р. на насипному пагорбі, де свого часу знаходилась оборонна фортеця, збудовано Загаєцький Святого Іоанна Милостивого монастир, що є одним із найстаріших на Волині. 
За деякими усними переказами, на тому місці, де зараз монастир, до 1625 р. мешкала близька родина Ярмолинської з іншими монахинями чину Св. Василія Великого, а монахи того ж чину були капеланами як у Ярмолинських.
Монастир був заснований Раїною Ярмолинською з роду Боговитинів, вдовою полковника королівських військ Костянтина Ярмолинського. Залишившись у 1625 р. вдовою і турбуючись про відпущення своїх гріхів, вона вирішила заснувати у своєму маєтку монастир для іноків грецької релігії Православної Церкви за благословенням Київського митрополита Петра Могили. У 1626 р. вона здійснила закладку кам'яної церкви та приміщень для іноків. 28 серпня 1637 р. Ярмолинська наділила монастир різними довічними фундушами, а саме: ставом для рибної ловлі, млином, орними полями, сінокосами і дібровами, а також певну кількість хліба в снопах та по доброму возу сіна щорічно. В той же час від іноків монастиря вона вимагала, щоб довічно перед престолом Божим милили Бога про відпущення гріхів як її померлим предкам, так і її самої та її нащадків. 
У 1749 р. власник міста Шумська Стефан Ярмолинський подарував монастирю ікону Божої Матері, яка пізніше стала називатись Загаєцькою Всемилостивою.
Добробут монастиря ще збільшився завдяки фундаціям спочатку сина Ірини (Раїни) Яна, який подарував монастирю два угіддя довічно, а опісля — онука Андрія. Незабаром в околицях монастиря на його землі виникло поселення назване Малими Загайцями. За користування монастирською землею поселяни допомагали монастирю в сільських роботах.
На початку XVIII століття нащадки Ярмолинської перейшли в католицизм. 1709 року до монастиря направили загін кавалерії, щоб змусити до переходу в унію. Монастирю було завдано шкоди — спустошено церкви, монастирське майно розграбовано, знищено багато цінних документів.[джерело?]
Від 1721 р. Загаєцький монастир за рішенням ігумена Варлама Снітовського повністю перейшов в унію. На 1731 рік унія в монастирі настільки закріпилася, що новопризначений настоятель Пафнутій Маньковський уже іменувався суперіором. За його настоятельства в матеріальному відношенні монастир поступово відновлювався.

## Занепад
1794 року монастир став московським православним із зарахуванням у заштатні. Настоятелями його були архімандрити — ректори Волинської духовної семінарії в Кременці. У 1813–1853 рр. у стінах монастиря містилося духовне училище. У середині XIX ст. монастир перевели в розряд трикласних. 1865 року до нього приписали Кременецький Богоявленський монастир, але 1873 р. знову відписали — через те, що настоятель, будучи ректором Волинської семінарії і мешкаючи у Кременці, більше турбувався про Богоявленський монастир, ніж про Загаєцький, навіть доходи Загаєцького монастиря направляли на благоустрій Богоявленського.
4 червня 1899 р., під час грози, у великій церкві зруйнувалася частина стіни та згорів купол. Незабаром пожежа, що виникла з невідомих причин, знищила монастирський фільварок, тік і приміщення, де зберігався весь запас хліба та майно.
Монастирський архів і бібліотека мали надзвичайно цінні книги та рукописи. Одним із найбільших раритетів була Біблія першого слав'янського видання, надрукована в Острозі 1581 р. (зберігалася в монастирі до 1914 р.).
З приходом більшовиків Загаєцький монастир був фактично зруйнований. 24 березня 1964 р. радянська влада зняла святиню з реєстрації як релігійну споруду та передала її для культурно-просвітницьких цілей. У 1980-х рр. більше, ніж на половину, були зруйновані келії.
Від жовтня 2001 р. з благословення архієпископа Тернопільського і Кременецького Сергія ігумен Філадельф розпочав ремонтно-відновлювальні роботи у монастирі. Але потрібні значні кошти, щоб налагодити газо- та водопостачання, зв'язок. Потребує відновлення Загаєцький скит, зруйнований у 1950-х роках.[джерело?]
Виникла проблема з поверненням монастирю його земель, бо документи на право володіння сінокосами, лісом, ставами та орною землею не збереглися.[джерело?]
День святкування ікони та Св. Іоанна — 25 листопада, а день мученика Мамонта — 15 вересня.